# Amerikanische Haftscheibenfledermäuse
Die Amerikanischen Haftscheibenfledermäuse (Thyropteridae) sind eine Fledermausfamilie aus der Überfamilie der Hasenmaulartigen (Noctilionoidea). Die Familie umfasst eine Gattung, Thyroptera, mit fünf Arten. Mit der Madagassischen Haftscheibenfledermaus haben sie die Haftscheiben gemeinsam, diese unterscheiden sich jedoch im Aufbau und sind wahrscheinlich nur auf konvergente Evolution zurückzuführen.

## Verbreitung
Diese Fledermäuse leben in Amerika, ihr Verbreitungsgebiet reicht vom südlichen Mexiko bis ins mittlere Südamerika (Bolivien und südliches Brasilien).

## Beschreibung
Amerikanische Haftscheibenfledermäuse sind relativ kleine Fledermäuse, sie erreichen eine Kopfrumpflänge von 34 bis 52 Millimetern und ein Gewicht von 4 bis 6 Gramm. Der Schwanz ist sehr lang (25 bis 33 Millimeter), seine Spitze ragt über das Uropatagium (die Flughaut zwischen den Beinen) hinaus. Das Fell dieser Tiere ist an der Oberseite rötlich bis bräunlich gefärbt, die Unterseite ist heller. Ihre Schnauzen sind lang, ihre Ohren spitz und trichterförmig, ein Tragus ist vorhanden. Sie haben kein Nasenblatt, dafür warzenähnliche Erhebungen an der Schnauze, die vermutlich als Sinnesorgan fungieren. 
Ihren Namen haben diese Fledermäuse von den runden Ballen an den Fußsohlen und an der Daumenwurzel, die ihnen wie ein Saugnapf das Festhalten an glatten Oberflächen ermöglichen. Diese Ballen werden durch feine Muskeln kontrolliert und sind so stark, dass eine einzige das ganze Gewicht des Tieres tragen kann. Spezielle Drüsen an diesen Ballen sorgen für zusätzlichen Halt.

## Lebensweise
Diese Tiere leben in kleinen Gruppen von zwei bis neun (durchschnittlich sechs) Tieren zusammen, die aus einem oder mehreren Männchen, mehreren Weibchen und deren Jungtieren bestehen. Als Ruheplatz dient einer ganzen Gruppe ein zusammengerolltes Blatt einer Helikonie oder Bananenstaude. Dieses gewährt ihnen Unterschlupf vor der Witterung und Sichtschutz vor Fressfeinden. Sie schlafen in einer für Fledermäuse unüblichen Haltung (mit dem Kopf nach oben), wobei sie sich mit ihren Haftscheiben festhalten. Da geeignete Blätter sich innerhalb von ein paar Tagen entrollt haben, müssen sie nahezu jeden Tag den Ruheplatz wechseln, wobei die Gruppe stets zusammenbleibt.
Die Nahrung dieser Tiere besteht fast ausschließlich aus Insekten.

## Fortpflanzung
Amerikanische Haftscheibenfledermäuse können zweimal im Jahr Nachwuchs zur Welt bringen, wobei, wie bei den meisten Fledermäusen, Einlingsgeburten überwiegen. Neugeborene klammern sich an das Fell der Mutter und begleiten sie auf ihren Streifzügen zur Nahrungssuche, bis sie nahezu die Hälfte ihres Gewichts erreicht haben.

## Die Arten
- Die Spix-Haftscheibenfledermaus (Thyroptera tricolor) ist von Südmexiko bis Bolivien und Brasilien verbreitet. Sie hat eine rotbraune Oberseite und eine fast weiße Unterseite, die Ohren sind schwarz.
- Peters-Haftscheibenfledermaus (Thryoptera discifera) unterscheidet sich in der braunen Unterseite und den gelblichen, größeren Ohren von T. tricolor. Sie ist von Nicaragua bis ins Amazonasgebiet beheimatet.
- Die LaVal-Haftscheibenfledermaus (Thyroptera lavali) wurde 1993 beschrieben und bewohnt ein kleines Gebiet in Nordostperu. Sie ist größer und dunkler gefärbt als die anderen beiden Arten. Aufgrund ihres kleinen Verbreitungsgebietes wird sie von der IUCN als gefährdet gelistet.
- Die De-Vivo-Haftscheibenfledermaus (Thyroptera devivoi) wurde 2006 beschrieben und bisher für Brasilien und Guyana nachgewiesen.[2]
- Die Patricia-Haftscheibenfledermaus (Thyroptera wynneae) wurde erst 2014 beschrieben und bisher in Peru und Brasilien nachgewiesen.[3]